# 埃辛根 (莱茵兰-普法尔茨州)
埃辛根（德語：Essingen，發音：[ˈɛsɪŋən]）是德国莱茵兰-普法尔茨州南魏恩施特拉瑟县的市镇，面积11.39平方千米，2023年12月31日人口为2,271人。